# Kostel svatého Bartoloměje (Medlov)
Kostel svatého Bartoloměje je římskokatolický chrám v městysu Medlov v okrese Brno-venkov. Je chráněn jako kulturní památka České republiky. Je farním kostelem medlovské farnosti.

## Historie
Medlovský kostel je poprvé zmiňován k roku 1238, jedná se o falešnou listinu ze druhé poloviny 13. století. Současný chrám pochází ze druhé poloviny 14. století, kdy byla postavena gotická loď a zvnějšku polygonálně zakončené kněžiště. K ním byla zřejmě na přelomu 15. a 16. století přistavěna věž, v roce 1749 byl celý kostel po požáru zbarokizován. Poslední větší úpravy nastaly v roce 1852, kdy byla vybudována hudební kruchta a dvě vnější schodiště (na věž a na kruchtu).
Kolem kostela se do roku 1831 nacházel hřbitov.

## Galerie

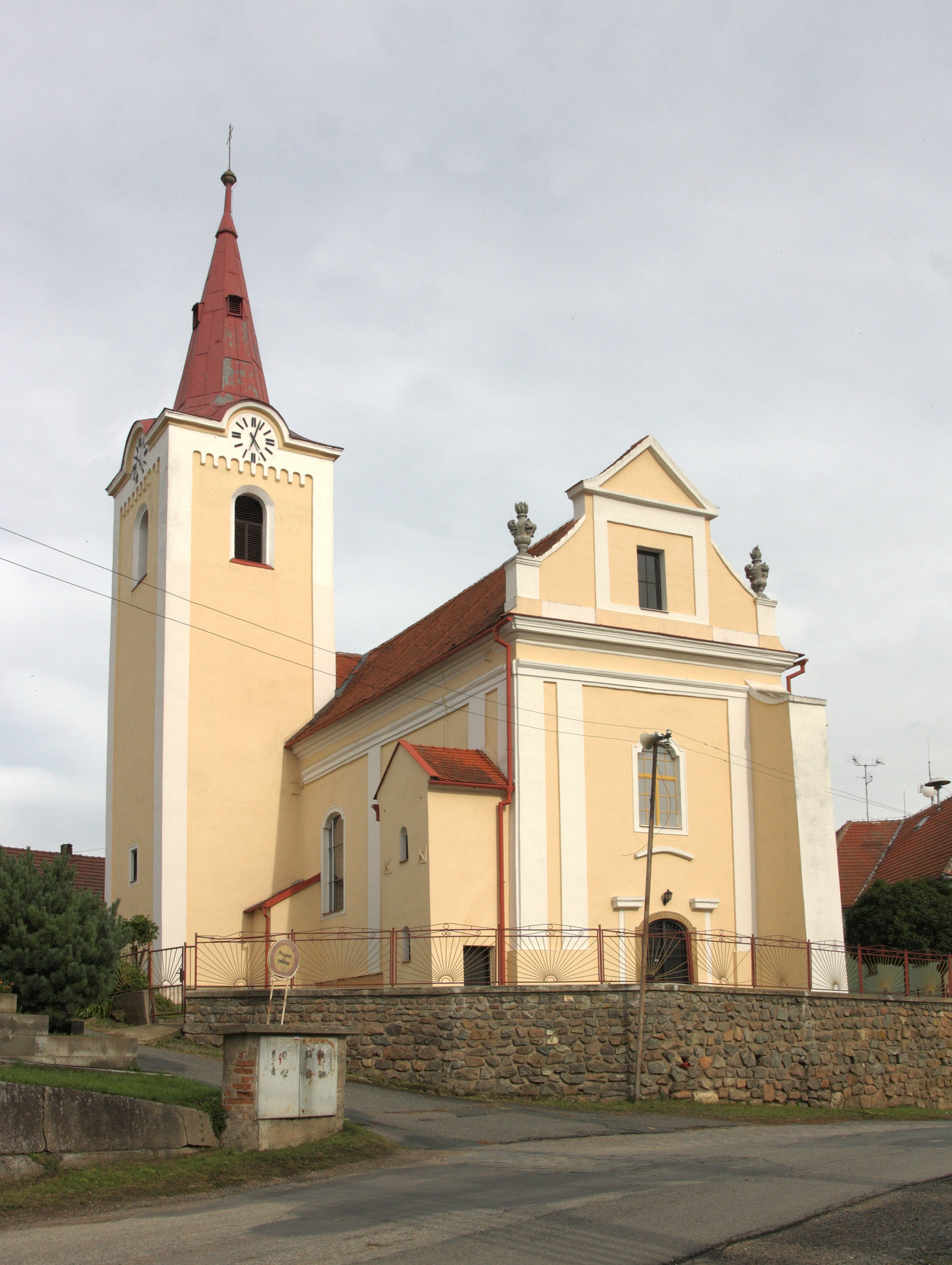
severozápadní pohled
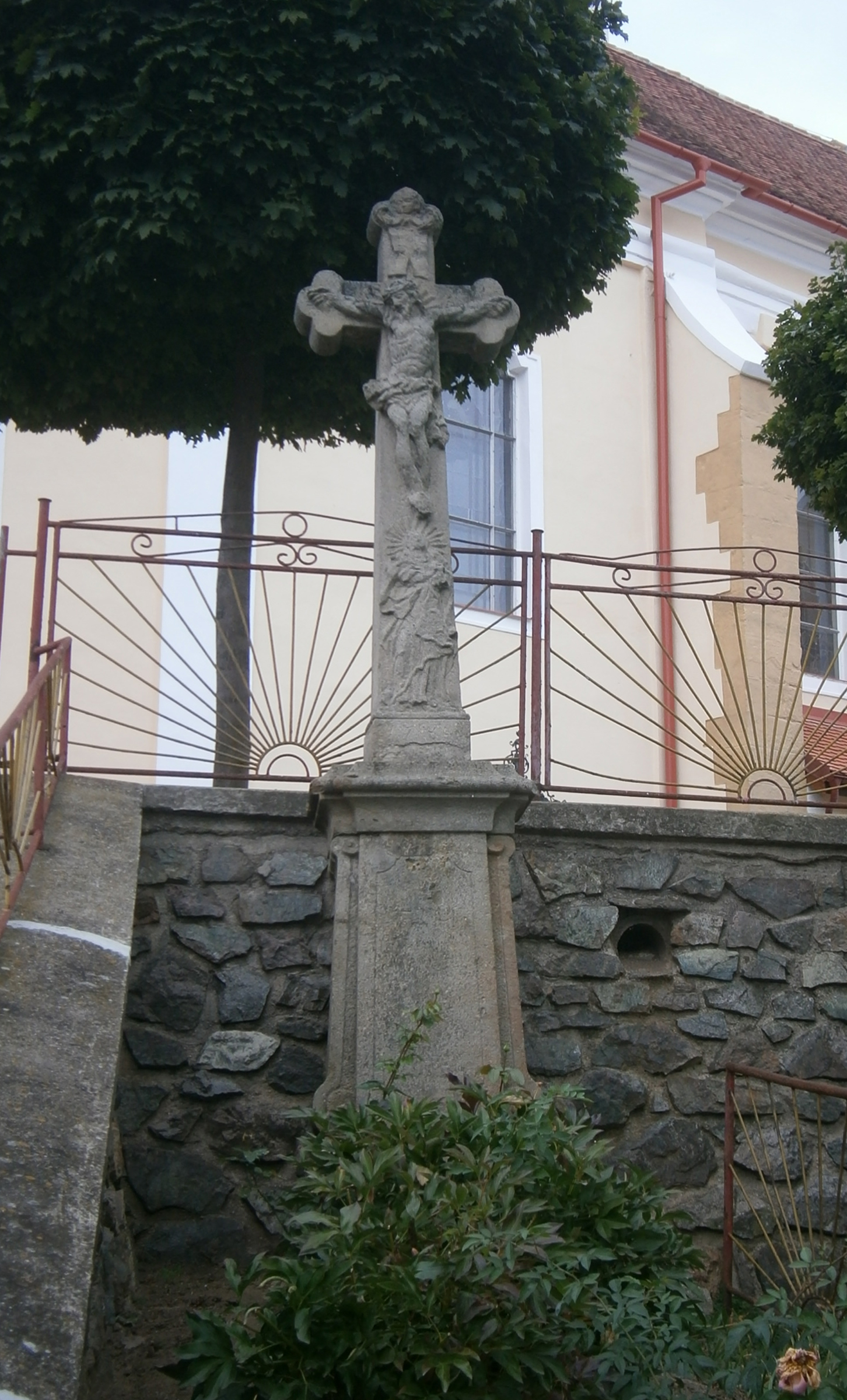
kříž u kostela
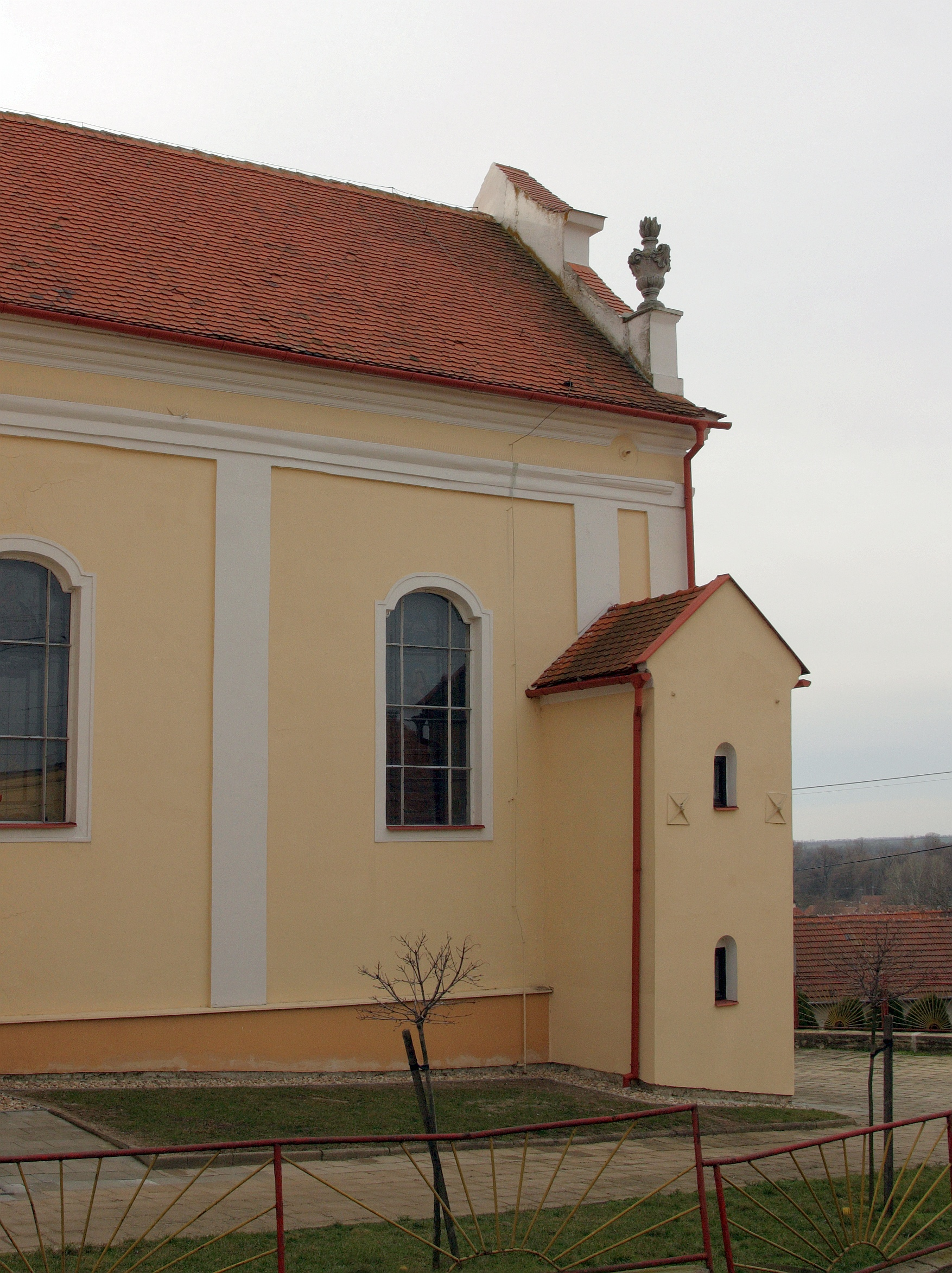
vnější schodiště na kůr